# Brodacz żółtogardły
Brodacz żółtogardły (Eubucco richardsoni) – gatunek małego ptaka z rodziny tukanowatych (Ramphastidae), zamieszkujący północno-zachodnią część Ameryki Południowej. Nie jest zagrożony.

## Występowanie
Występuje w Boliwii, Brazylii, Kolumbii, Ekwadorze i Peru. Zamieszkuje subtropikalne i tropikalne wilgotne lasy i bagna.

## Systematyka
Brodacz żółtogardły jest według niektórych klasyfikacji systematycznych (m.in. klasyfikacja Sibley-Monroe, Mielczarek i Kuziemko 2021) zaliczany do rodziny tukanowatych (Ramphastidae), według innych (Mielczarek i Cichocki 1999, IOC, Handbook of the Birds of the World) – do rodziny brodaczy (Capitonidae), która bywa traktowana jako podrodzina (Capitoninae) w obrębie tukanowatych.

## Podgatunki
Zwykle wyróżnia się 4 podgatunki E. richardsoni:
- E. richardsoni richardsoni (G. R. Gray, 1846) – brodacz żółtogardły[4] – podgatunek nominatywny; południowo-wschodnia Kolumbia, wschodni Ekwador, północno-środkowe Peru
- E. richardsoni nigriceps Chapman, 1928 – północno-wschodnie Peru
- E. richardsoni aurantiicollis P.L. Sclater, 1858 – brodacz złotoszyi[4] – wschodnie Peru, skrajnie zachodnia Brazylia i północno-zachodnia Boliwia
- E. richardsoni purusianus Gyldenstolpe, 1951 – zachodnio-środkowa Brazylia

Autorzy listy ptaków świata opracowywanej we współpracy BirdLife International z autorami Handbook of the Birds of the World (5. wersja online: grudzień 2020) wydzielają podgatunki aurantiicollis i purusianus do osobnego gatunku Eubucco aurantiicollis.

## Morfologia
- brodacz żółtogardły – długość ciała około 15,5 cm; masa ciała 24,5–34 g[8].
- brodacz złotoszyi – długość ciała około 14,5–15,5 cm; masa ciała 26–42 g[8].

## Status
Międzynarodowa Unia Ochrony Przyrody (IUCN), która stosuje wspomnianą w rozdziale „Podgatunki” listę ptaków świata, od 2014 roku uznaje brodacze żółtogardłego i złotoszyjego za odrębne gatunki. Oba te taksony zalicza do kategorii najmniejszej troski (LC, Least Concern). Liczebność populacji żadnego z tych taksonów nie została oszacowana, aczkolwiek ptaki te opisywane są jako dość pospolite. Trend liczebności ich populacji uznawany jest za spadkowy.